# Hans-Uwe Ullrich
Hans-Uwe Ullrich (* 1. Juni 1938 in Gräfelfing) ist ein Generalmajor außer Dienst des Heeres der Bundeswehr.

## Leben

### Ausbildung und erste Verwendungen
Ullrich legte 1958 das Abitur in Hessisch Lichtenau ab. Am 16. April 1958 trat er beim Panzerjägerbataillon 5 in Wetzlar in die Bundeswehr ein und wurde als Offizieranwärter die Offizierausbildung zum Offizier des Truppendienstes der Panzerjägertruppe ausgebildet. Von 1960 bis 1966 war er Zugführer in einem Panzerjägerbataillon und Hörsaalleiter an der für Kampftruppenschule III in Munster, in der Panzermörser- und Panzerjägerausbildung durchgeführt wurde. Von 1966 bis 1968 war er Kompaniechef der Panzerjägerkompanie 320 und anschließend S3-Offizier im Stab der 11. Panzergrenadierdivision in Oldenburg.

### Dienst als Stabsoffizier
Von 1969 bis 1971 absolvierte Ullrich den 12. Generalstabslehrgang Heer an der Führungsakademie der Bundeswehr in Hamburg, wo er zum Offizier im Generalstabsdienst ausgebildet wurde. Danach war er von 1971 bis 1974 G4 (Logistik) der 2. Jägerdivision in Marburg und anschließend bis 1976 G3 der Jägerbrigade 4 in Göttingen. Von 1976 bis 1978 war Ullrich Bataillonskommandeur des Gebirgspanzerjägerbataillons 234 in Kirchham. Es folgte von 1978 bis 1980 eine Verwendung als Dezernent für Offizierausbildung im Heeresamt  und 1981 bis 1984 als Chef des Stabes der 11. Panzergrenadierdivision in Oldenburg. Ab 1984 besuchte Ullrich das NATO Defense College in Rom, Italien, und war anschließend Chef des Cabinet des Kommandanten des NATO Defense College, Franz Uhle-Wettler.

### Dienst als General
Im April 1987 wurde Ullrich Brigadekommandeur der Panzergrenadierbrigade 22 „Oberland“ in Murnau am Staffelsee und am 1. April 1991 stellvertretender Befehlshaber und Chef des Stabes des Territorialkommandos Nord im JHQ Rheindahlen in Mönchengladbach. Später wurde er stellvertretender Kommandierender General des IV. Korps in Potsdam. 1998 wurde Ullrich in den Ruhestand versetzt.

### Privates
Ullrich ist evangelisch, verheiratet und hat zwei Töchter. Nach seiner aktiven Dienstzeit verfasste er zwei historische Biographien. Er lebt in Berlin.

## Auszeichnungen
- Verdienstkreuz am Bande des Verdienstordens der Bundesrepublik Deutschland

## Veröffentlichungen
- Gefangen in goldenen Ketten: aus dem Leben Enzios, König von Sardinien. eine historische Biographie. 1. Auflage. Pro Business, Berlin 2012, ISBN 978-3-86386-307-4.
- Konradin von Hohenstaufen: die Tragödie von Neapel. Universitas, München 2004, ISBN 978-3-8004-1463-5.